# WTA New Jersey 1971
Il WTA New Jersey 1971 (Eastern Grass Court Championships) è stato un torneo di tennis facente parte del Women's International Grand Prix 1971. Il torneo si è giocato a Orange negli Stati Uniti dal 23 agosto al 1º settembre su campi in erba.

## Vincitrici

### Singolare
Chris Evert ha battuto in finale  Helen Gourlay-Cawley con il punteggio di 6–4 6–0

### Doppio
Rosie Casals /  Billie Jean King hanno battuto in finale  Judy Tegart-Dalton /  Françoise Dürr con il punteggio di 6–3 6–2